# Чернов, Леонид Иванович
Леони́д Ива́нович Черно́в (18 июня 1915, Старобельск, Харьковская губерния) — 24 октября 1990, Харьков) — украинский советский художник, график и педагог, профессор (с 1977). Заслуженный деятель искусств УССР, заслуженный художник УССР (1966). Почётный гражданин Старобельска.

## Биография
Родился в Старобельске в семье служащего.
В 1931—1934 учился в Харьковском художественном техникуме, в 1934—1937 обучался живописи в Харьковском художественном училище. После его окончания продолжил учёбу в Харьковском художественном институте (1938—1942).
Ученик художников Николая Самокиша, Алексея Кокеля (Афанасьева) и Михаила Козыка.
В 1944—1947 — директор Харьковского художественного училища.
С 1947 преподавал в Харьковском художественном институте, доцент (с 1961), профессор (с 1977). Воспитал целую плеяду украинских художников, среди них: Е. Трегуб, народный художник Украинской ССР .
Член Харьковского отделения Союза художников УССР (с 1942 года). На протяжении многих лет возглавлял секцию живописи Харьковского отделения СХУ.
Работал в жанре пейзажа, натюрморта, жанровой живописи.
Участник областных, республиканских, всесоюзных и международных художественных выставок с 1945 года.
В составе группы советских художников в 1957 году находился в творческой командировке в Индии, что сказалось в его творчестве.
Также был в творческих командировках в Афганистане, Болгарии (в 1956), на Кубе.
Среди его учеников: Адольф Константинопольский, Григорий Крижевский, Владимир Кузнецов, Асхат Сафаргалин, Александр Хмельницкий.
Известные работы
цикл пейзажей «По Украине» (1954-55);
«Вечерняя песня» (1957);
Мечты" (1961);
серия офортов «В народной Болгарии» (1956);
цикл офортов «По Индии» (1957);
цикл рисунков на темы украинских народных песен;
цикл рисунков на стихи известных советских поэтов (1961-65).
Персональные выставки
Харьков — 1944, 1952, 1957—1959, 1965—1968, 1982, 1993;
Киев,
Днепропетровск, Львов, Черновцы, Одесса — 1957—1959, 1965—1968; Сумы — 1965—1968; Старобельск — 1977.